# Шаровский сельский совет (Харьковская область)
Шаровский сельский совет — входит в состав Валковского района Харьковской области Украины.
Административный центр сельского совета находится в селе Шаровка.

## История
- 1960 — дата образования.

## Населённые пункты совета
- село Шаровка
- село Буровка
- село Буцковка
- село Золочевское
- село Пасечное
- село Петренково
- село Свинари
- село Хворостово
- село Шевченково
- село Шлях